# Hydropsyche cirali
Hydropsyche cirali là một loài Trichoptera trong họ Hydropsychidae. Chúng phân bố ở miền Cổ bắc.